# Distrito electoral federal 2 de Puebla

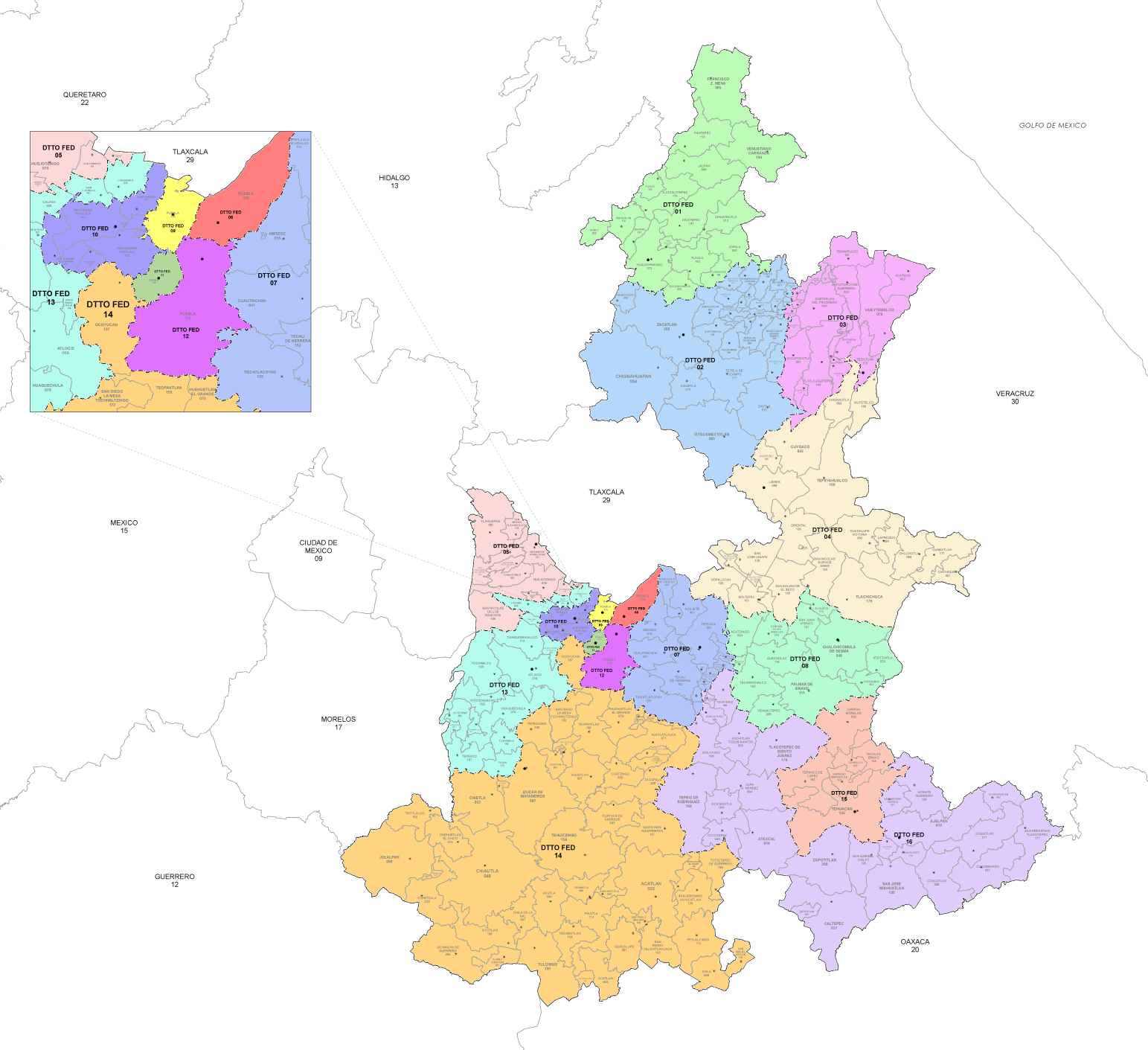
Distritos electorales federales del estado de Puebla (desde 2022).

El II distrito electoral federal de Puebla es uno de los 300 distritos electorales en que se encuentra dividido México para la elección de diputados federales y uno de los 16 distritos que conforman al estado de Puebla. Su cabecera es la ciudad de Zacatlán.

## Diputados por el distrito
| Legislatura   | Periodo                                           | Diputado                      | Grupo parlamentario                     |
| ------------- | ------------------------------------------------- | ----------------------------- | --------------------------------------- |
| I             | 7 de diciembre de 1857-17 de mayo de 1861         |                               |                                         |
| II            | mayo de 1861-mayo de 1863                         |                               |                                         |
| III           | 20 de octubre de 1863-1865                        |                               |                                         |
| IV            | 5 de noviembre de 1867-14 de septiembre de 1868   |                               |                                         |
| V             | 15 de septiembre de 1869-15 de septiembre de 1871 |                               |                                         |
| VI            | 15 de septiembre de 1871-15 de septiembre de 1873 |                               |                                         |
| VII           | 15 de septiembre de 1873-15 de septiembre de 1875 |                               |                                         |
| VIII          | 15 de septiembre de 1875-22 de mayo de 1878       |                               |                                         |
| IX            | 2 de septiembre de 1878-15 de septiembre de 1880  |                               |                                         |
| X             | 16 de septiembre de 1880-15 de septiembre de 1882 |                               |                                         |
| XI            | 16 de septiembre de 1882-15 de septiembre de 1884 |                               |                                         |
| XII           | 16 de septiembre de 1884-15 de septiembre de 1886 |                               |                                         |
| XIII          | 16 de septiembre de 1886-15 de septiembre de 1888 |                               |                                         |
| XIV           | 16 de septiembre de 1888-15 de septiembre de 1890 |                               |                                         |
| XV            | 16 de septiembre de 1890-15 de septiembre de 1892 |                               |                                         |
| XVI           | 16 de septiembre de 1892-15 de septiembre de 1894 |                               |                                         |
| XVII          | 16 de septiembre de 1894-15 de septiembre de 1896 |                               |                                         |
| XVIII         | 16 de septiembre de 1896-15 de septiembre de 1898 |                               |                                         |
| XIX           | 16 de septiembre de 1898-15 de septiembre de 1900 |                               |                                         |
| XX            | 16 de septiembre de 1900-15 de septiembre de 1902 |                               |                                         |
| XXI           | 16 de septiembre de 1902-15 de septiembre de 1904 |                               |                                         |
| XXII          | 16 de septiembre de 1904-15 de septiembre de 1906 |                               |                                         |
| XXIII         | 16 de septiembre de 1906-15 de septiembre de 1908 |                               |                                         |
| XXIV          | 16 de septiembre de 1908-15 de septiembre de 1910 |                               |                                         |
| XXV           | 16 de septiembre de 1910-15 de septiembre de 1912 |                               |                                         |
| XXVI          | 16 de septiembre de 1912-10 de octubre de 1913    | Rodolfo Bello                 |                                         |
| XXVI (bis)    | 16 de noviembre de 1913-5 de agosto de 1914       |                               |                                         |
| Constituyente | 1 de diciembre de 1916-5 de febrero de 1917       | Rafael Cañete                 |                                         |
| XXVII         | 15 de abril de 1917-31 de agosto de 1918          | Luis Sánchez Pontón           |                                         |
| XXVIII        | 1 de septiembre de 1918-31 de agosto de 1920      |                               |                                         |
| XXIX          | 1 de septiembre de 1920-31 de agosto de 1922      |                               |                                         |
| XXX           | 1 de septiembre de 1922-31 de agosto de 1924      | Gonzalo Bautista Castillo     |                                         |
| XXXI          | 1 de septiembre de 1924-31 de agosto de 1926      |                               |                                         |
| XXXII         | 1 de septiembre de 1926-31 de agosto de 1928      |                               |                                         |
| XXXIII        | 1 de septiembre de 1928-31 de agosto de 1930      |                               |                                         |
| XXXIV         | 1 de septiembre de 1930-31 de agosto de 1932      |                               |                                         |
| XXXV          | 1 de septiembre de 1932-31 de agosto de 1934      |                               |                                         |
| XXXVI         | 1 de septiembre de 1934-31 de agosto de 1937      |                               |                                         |
| XXXVII        | 1 de septiembre de 1937-31 de agosto de 1940      |                               |                                         |
| XXXVIII       | 1 de septiembre de 1940-31 de agosto de 1943      |                               |                                         |
| XXXIX         | 1 de septiembre de 1943-31 de agosto de 1946      |                               |                                         |
| XL            | 1 de septiembre de 1946-31 de agosto de 1949      |                               |                                         |
| XLI           | 1 de septiembre de 1949-31 de agosto de 1952      |                               |                                         |
| XLII          | 1 de septiembre de 1952-31 de agosto de 1955      |                               |                                         |
| XLIII         | 1 de septiembre de 1955-31 de agosto de 1958      | Manuel Rivera Anaya           | Partido Revolucionario Institucional    |
| XLIV          | 1 de septiembre de 1958-31 de agosto de 1961      | Porfirio Rodríguez Flores     | Partido Revolucionario Institucional    |
| XLV           | 1 de septiembre de 1961-31 de agosto de 1964      | Juan Figueroa Velasco         | Partido Revolucionario Institucional    |
| XLVI          | 1 de septiembre de 1964-31 de agosto de 1967      | Manuel Rivera Anaya           | Partido Revolucionario Institucional    |
| XLVII         | 1 de septiembre de 1967-31 de agosto de 1970      | Atilano Pacheco Huerta        | Partido Revolucionario Institucional    |
| XLVIII        | 1 de septiembre de 1970-31 de agosto de 1973      | Juan Figueroa Velasco         | Partido Revolucionario Institucional    |
| XLIX          | 1 de septiembre de 1973-31 de agosto de 1976      | Alejandro Cañedo Benítez      | Partido Acción Nacional                 |
| L             | 1 de septiembre de 1976-31 de agosto de 1979      | Jorge Domínguez Ramírez       | Partido Revolucionario Institucional    |
| LI            | 1 de septiembre de 1979-31 de agosto de 1982      | Victoriano Álvarez García     | Partido Revolucionario Institucional    |
| LII           | 1 de septiembre de 1982-31 de agosto de 1985      | Guillermo Pacheco Pulido      | Partido Revolucionario Institucional    |
| LIII          | 1 de septiembre de 1985-31 de agosto de 1988      | Amado Llaguno Mayaudón        | Partido Revolucionario Institucional    |
| LIV           | 1 de septiembre de 1988-31 de octubre de 1991     | Carlos Enrique Grajales Salas | Partido Revolucionario Institucional    |
| LV            | 1 de noviembre de 1991-31 de octubre de 1994      | Rafael Cañedo Benítez         | Partido Revolucionario Institucional    |
| LVI           | 1 de noviembre de 1994-31 de agosto de 1997       | Víctor Hugo Islas Hernández   | Partido Revolucionario Institucional    |
| LVII          | 1 de septiembre de 1997-31 de agosto de 2000      | Miguel Quiroz Pérez           | Partido Revolucionario Institucional    |
| LVIII         | 1 de septiembre de 2000-31 de agosto de 2003      | Cutberto Cantorán Espinoza    | Partido Revolucionario Institucional    |
| LIX           | 1 de septiembre de 2003-31 de agosto de 2006      | Guillermo Aréchiga Santamaría | Partido Revolucionario Institucional    |
| LX            | 1 de septiembre de 2006-31 de agosto de 2009      | María Esther Jiménez Ramos    | Partido Acción Nacional                 |
| LXI           | 1 de septiembre de 2009-31 de agosto de 2012      | Juan Carlos Lastiri Quirós    | Partido Revolucionario Institucional    |
| LXII          | 1 de septiembre de 2012-31 de agosto de 2015      | José Luis Márquez Martínez    | Partido Revolucionario Institucional    |
| LXIII         | 1 de septiembre de 2015-20 de febrero de 2018     | José Lorenzo Rivera Sosa      | Partido Revolucionario Institucional    |
| LXIII         | 13 de marzo de 2018-31 de agosto de 2018          | Leobardo Soto Enríquez        | Partido Revolucionario Institucional    |
| LXIV          | 1 de septiembre de 2018-31 de agosto de 2021      | Maiella Gómez Maldonado       | Movimiento Ciudadano (partido político) |
| LXV           | 1 de septiembre de 2021-31 de agosto de 2024      | Fátima Cruz Peláez            | Movimiento Regeneración Nacional        |
| LXVI          | 1 de septiembre de 2024-23 de junio de 2025       | Fátima Cruz Peláez            | Movimiento Regeneración Nacional        |
| LXVI          | 23 de junio de 2025-1 de julio de 2025            | Fidelia González Galindo      | Movimiento Regeneración Nacional        |
| LXVI          | 1 de julio de 2025-                               | Fátima Cruz Peláez            | Movimiento Regeneración Nacional        |